# Аль-Хамза, Махмуд
Махмуд Аль-Хамза (род. в 1954 году, город Хасаке, Сирия) — доктор, математик, исследователь по истории научной русской арабистики. Представитель Сирийского Национального Совета в России. Профессор математики и специалист по истории и философии арабской математики в средние века. Старший научный сотрудник ИИЕТ им. С.Вавилова РАН.

## Биография
Махмуд Аль-Хамза родился в 1954 году в городе Хасаке в Сирии. После окончания школы не стал учиться в сирийском университете в связи с финансовым положением, но получил возможность продолжить образование и уехал в СССР.
В 1974 году стал студентом Российского университета дружбы народов имени Патриса Лумумбы. Поступил на факультет физико-математических и естественных наук. Затем продолжил обучение в аспирантуре.
Окончил обучение в Российском университете дружбы народов в 1985 году. Кандидат физико-математических наук.
В 1985 году вернулся в Сирию и отслужив в армии, уехал преподавать в Ливию, где работал 6 лет. Затем 5-6 лет проработал в Йемене.
В 2002 году вернулся в Москву, стал старшим научным сотрудником ИИЕТ им. С.Вавилова РАН.
Написал 10 учебников по математике для студентов университетов. Стал автором свыше 60 статей по истории, методологии, философии. Автор русско-арабского и англо-арабского словарей по математическим терминам.
Состоит в международном обществе по истории и философии арабской науки в средние века. Член российского философского общества и сирийского общества истории наук. Состоит в Лиге сирийских писателей.
Представитель Сирийского Национального Совета в России.
Автор около 50 научных работ, публикуется в журнале «Историко-математические исследования».